# Olympia (film)
Olympia is een zwart-witfilm van Leni Riefenstahl, over de Olympische Spelen van 1936 in Berlijn. De film bestaat uit twee delen: "Fest der Völker" (feest van de volkeren) en "Fest der Schönheit" (feest van de schoonheid).
Riefenstahl had zo'n 30 cameramannen onder haar gezag staan en filmde ook op de oefensessies. Op deze manier kon ze 400 km film verzamelen, die later werden gemonteerd tot een 4 uur durende film. Er wordt gezegd dat Olympia een van de grootste sportdocumentaires ooit is.

## Esthetiek
Misschien is de moderne kijk van de media, een schoonheid die centraal staat, wel een gevolg van Riefenstahls oog voor perfectie. Zo liet ze zelfs de Discuswerper van Myron nabootsen door een reële persoon. Olympia past zeker in de "Körperkultur", de verheerlijking van het menselijk lichaam.

## Propaganda
Olympia wordt dikwijls op dezelfde lijn gezet als de film "Triumph des Willens", die ook van haar hand is. Net als die film zou Olympia als propaganda voor de nazi's gemaakt zijn. Dit verwijt kwam eruit voort dat de film doorspekt is van beelden van Hitler, vlaggen met swastika's, Hitlergroeten en de eerdergenoemde Körperkultur.
Riefenstahl zelf hield tot haar dood vol dat Olympia geen propaganda is, maar een documentaire met esthetische doeleinden.

## Vernieuwende filmtechnieken
Leni Riefenstahl gebruikte revolutionaire technieken bij het maken van de film, waaronder:
- 600mm telelens
- Slow motion
- Onderwateropnames
- Vogelperspectief (o.a. vanaf een ladder en vanuit een ballon filmen)
- Kikvorsperspectief (o.a. vanuit een kuil in de grond filmen)
- Alleen schaduwen filmen
- Muziek en geluid voor de creatie van een verhalend karakter

## Prijzen
- National Film Prize (1937-1938)
- Venice International Film Festival (1938) — Coppa Mussolini (beste film)
- Swedish Polar Prize (1938)
- Greek Sports Prize (1938)
- Olympic Gold Medal of the Comité International Olympique (1939)
- Lausanne International Film Festival (1948) — Olympic Diploma

## Rolverdeling

### Proloog
- Leni Riefenstahl - Danseres in proloog

### Toeschouwers
- Adolf Hitler
- Joseph Goebbels
- Rudolf Hess
- Hermann Göring
- Wilhelm Frick
- Werner von Blomberg
- August von Mackensen

### Sporters (gedeeltelijk)
Deel 1:
- Jesse Owens
- Philip Edwards
- David Albritton
- Arvo Askola
- Erwin Blask
- Ibolya Csák
- Glenn Cunningham
- Donald Finlay
- Tilly Fleischer
- Ernest Harper
- Karl Hein
- Matti Järvinen
- Shûhei Nishida
- Ilmari Salminen
- Gerhard Stöck
- Elfriede Kaun
- Luise Krüger

Deel 2:
- Jack Beresford
- Sheigo Arai
- Velma Dunn
- Konrad Frey
- Marjorie Gestring
- Masaji Kiyokawa
- Eugen Mack
- Rie Mastenbroek
- Willemijntje den Ouden
- Heinz Hax
- Käthe Köhler
- Dorothy Poynton
- Glenn Morris